# 巴嘎诺尔
巴嘎诺尔是位于中国内蒙古自治区呼伦贝尔市鄂温克族自治旗伊敏苏木北部的一个湖泊，在伊敏煤矿东北。其位置约在东经119°44，北纬48°35′。湖面海拔约672.50米，面积达1.3平方公里，该湖的主要沉积物为芒硝和石盐。巴嘎诺尔在蒙古语中的意思是小湖。